# ブラディリゾビウム属
ブラディリゾビウム属(ブラジリゾビウム属)は土壌や水中に生息する硝酸細菌の一種で、植物と共生して根粒を形成する根粒菌に分類される。グラム陰性の非芽胞形成好気性桿菌。ブラディリゾビウム科に属し、その基準属である。基準種はダイズ根粒菌。属名は遅い根の生物を意味する。GC含量は61から65。
かつてはリゾビウム属に属し、成長速度が遅い群であるとみなされていたが、遺伝子分析などの結果新たに属として設けられた。基準種のダイズ根粒菌はダイズの根粒を作り出す細菌として重視され、よく研究されており2002年には全ゲノムの解読が行われた。